# 久下真以子
久下 真以子（くげ まいこ、1985年8月31日 - ）は、セント・フォース所属のフリーアナウンサー。

## 人物
大阪府河内長野市出身。血液型はA型。身長162cm。
大阪教育大学附属平野中学校、大阪教育大学附属高等学校平野校舎、同志社大学文学部文化学科教育学専攻卒業後、2008年4月に契約アナウンサーとして四国放送（JRT）に入社。主に朝の情報番組を担当した。
2010年にNHK高知放送局へ契約キャスターとして入局。前任者の退局により、地上デジタル放送推進大使にも起用された。
2013年4月、NHK札幌放送局へ移籍。夕方の情報番組のスポーツキャスターとして2年間活動した。
2015年よりセント・フォースに所属し、フリーアナウンサーとして活動。
2021年、自身のInstagramで車いすラグビー日本代表羽賀理之との結婚を発表。
趣味は鉄道。特技はスポーツ全般、暗記。
2023年8月20日、ベストボディジャパン横浜大会のMJ（モデルジャパン）部門・レディースクラスで4位入賞。
2024年11月、第一子である長男を帝王切開にて出産したとinstagramで公表した。

## 現在の担当番組
- GAORAプロ野球中継（GAORA、2015年4月 - ） - 北海道日本ハムファイターズ主催試合中継リポーター
- GET!ファイターズ（GAORA、2015年4月 - ） - 司会、リポーター

## 過去の担当番組
四国放送時代
- あさ6・30（月 - 金） - メインキャスター

NHK高知放送局時代
- こうち情報いちばん（2010年3月29日 - 2013年3月）

NHK札幌放送局時代
- ネットワークニュース北海道（2013年4月 - 2014年3月） - スポーツキャスター
- ほっとニュース北海道（2014年3月 - 2015年3月） - スポーツキャスター

### フリー転向後
- ニュースのキモ!Night（ホウドウキョク24、2015年9月28日 - 2016年3月25日）月・火・水担当）
- みんなのウラ（ホウドウキョク24、2015年3月 - 2016年9月） - キャスター　2016年４月から偶数月は月、火、水担当、奇数月は月、火、担当）
- ニュースのキモ!Moring（ホウドウキョク24、2016年8月1日〜）　キャスター　2016年8月から偶数月は月、火、水担当、奇数月は月、火、担当）
- FLAG7 （ホウドウキョク24、2017年4月3日 - 2017年8月28日）- 月曜日パートナー
- Live Picks（フジテレビ - ホウドウキョク24、2017年7月3日 - 2017年12月26日） - 火曜日アシスタント（8月28日までは月曜日のニュース担当、9月末までは月曜日・火曜日・水曜日のニュースを担当、10月3日放送分から12月26日まではアシスタントを担当していた）
- 全国高等学校サッカー選手権大会（テレビ埼玉・日本テレビほか） - 2019年度埼玉県代表校ベンチリポーター[注釈 1]

## 出演
- 快盗戦隊ルパンレンジャーVS警察戦隊パトレンジャー en film（2018年） - アナウンサー 役